# Jacob Gerritsz. van Bemmel
Pour les articles homonymes, voir Bemmel.
Jacob Gerritsz. van Bemmel (Utrecht, 1628 — Utrecht, 1673) est un peintre néerlandais.

## Biographie
Jacob Gerritsz. van Bemmel naît à Utrecht en janvier 1628. Fils de Gerrit Rutgersz. van Bemmel (? - 1666) et Elsje Philipsdr. van den Elburch (? - 1638), il est le frère aîné de Willem van Bemmel (1630-1708), peintre et graveur néerlandais important ayant terminé sa vie à Nuremberg et initié une « dynastie de peintres bavarois »,,,.
Comme son frère, il se forme auprès de Herman Saftleven II. On ignore si comme lui, il fait un Grand Tour, mais selon Obreen, neuf paysages de « Van Bemmel » sont mis aux enchères en 1649 chez Jan de Bondt à Wijk bij Duurstede ; Kinkelder attribue ces tableaux à Jacob, Willem étant en Italie depuis 1647.
Bemmel devient membre de la guilde de Saint-Luc d'Utrecht en 1654, dont il devient le doyen en 1665,,. Il est actif comme peintre de paysage au moins jusqu'en 1659, date de son dernier tableau daté connu. On connaît notamment de lui un paysage montagneux daté de 1655 qui se trouvait au début du XXe siècle au Musée de l'Ermitage, à Saint-Pétersbourg (l'institution possède aujourd'hui deux autres tableaux). Son portrait du médecin William Harvey a été copié en gravure par de nombreux artistes.
Le 19 août 1655, Jacob Gerritsz. van Bemmel se marie avec Barbara van Wassenbergh (?-1679) à Blauwkapel, un hameau situé juste à l'extérieur de la ville et vit à Utrecht jusqu'à sa mort, survenue en septembre 1673,,.

## Œuvres

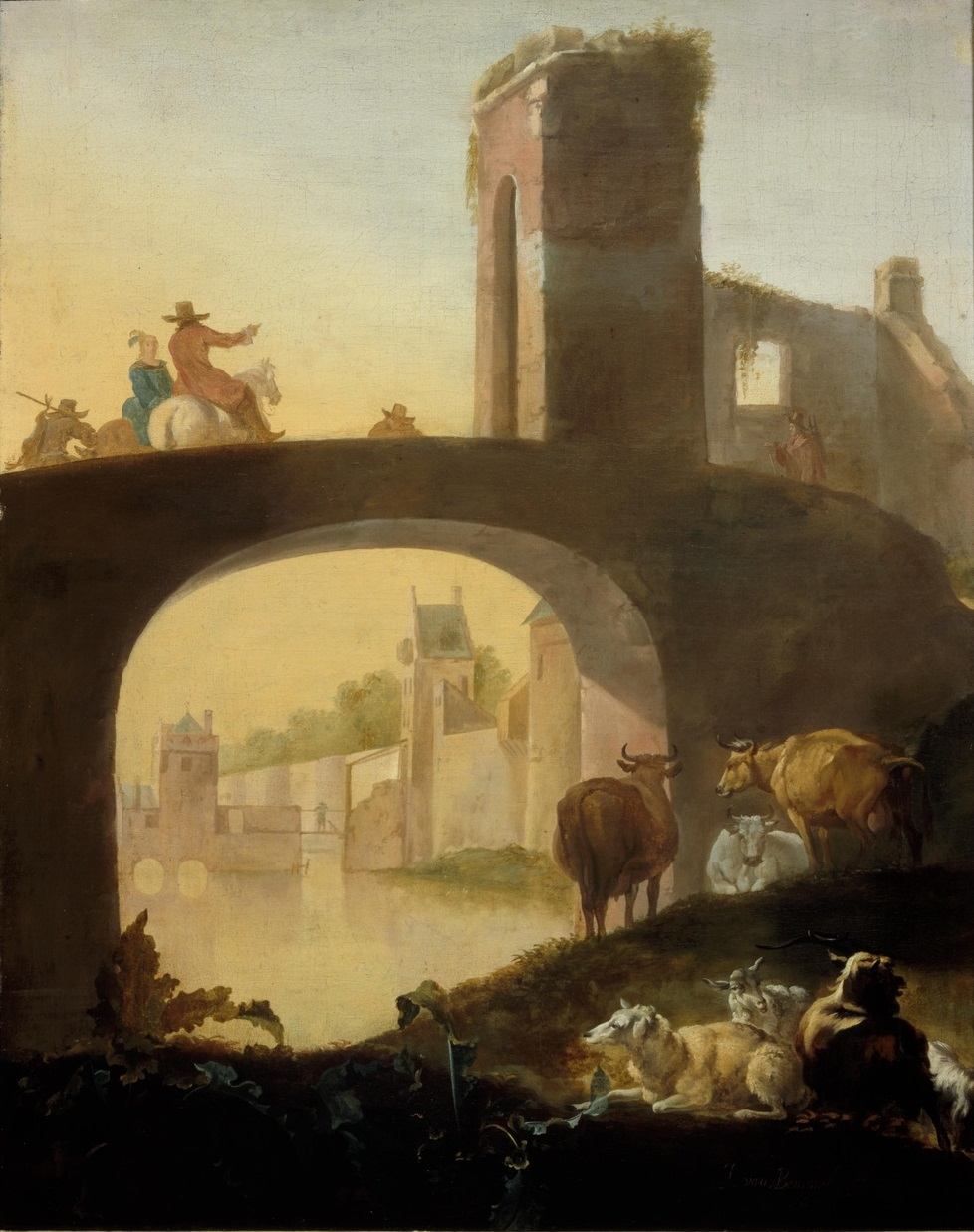
Pont avec vue sur le Wittevrouwenpoort (1654, Centraal Museum).

Jacob Gerritsz. van Bemmel est connu pour ses vues topographiques précises de villes et des paysages avec des bergers et des troupeaux, cependant son traitement de la lumière est jugé rarement efficace.
Ses œuvres sont conservées :
- Allemagne
  - Musée Städel, Francfort-sur-le-Main[12]
- Pays-Bas
  - Centraal Museum, Utrecht[13]
- Royaume-Uni
  - British Museum, Londres[11]
- Russie
  - Musée de l'Ermitage, Saint-Pétersbourg[10]